# بازبچه
بازبچه، روستایی از توابع فعلی بخش مرکزی شهرستان اقلید در استان فارس ایران است.

## جمعیت
این روستای تاریخی براساس سرشماری مرکز آمار ایران در سال ۱۳۸۵، جمعیت آن ۵۳۱ نفر (۱۲۴خانوار) بوده‌است.
این روستا در سرشماری سال ۱۳۳۵ مرکز آمار ایران حدود ۳۸۰ نفر سکنه داشته است.

## تاریخچه
در فارسنامه ناصری و فرهنگ جغرافیایی ایران به روستای بازبچه اشاره شده است بازبچه . [ ب َ چ ِ ] (اِخ ) دهی است از دهستان شهرمیان بخش مرکزی شهرستان آباده که در 18 هزارگزی جنوب باختر اقلید و یک هزارگزی شمال خاور راه فرعی کولار به ده بید در دامنه قرار دارد. منطقه ای است سردسیر با 200 تن سکنه . آبش از چشمه و قنات . محصولش غلات ،حبوبات ، چوب . شغل مردمش زراعت و قالیبافی و راهش فرعی است . (از فرهنگ جغرافیائی ایران ج 7). قریه ای است پنج فرسنگ و نیمی شمال اسپاس . (فارسنامه ٔ ناصری ).
از لحاظ تاریخی می‌توان به تپه‌ی باستانی قلعه قلات (قلعه قلعه‌ها) و به روایتی قلعه گبری در شمال غربی روستا اشاره کرد که هنوز آثاری از آن باقی مانده است.
همچنین در ارتفاعات روستا و در مسیر دسترسی به ساختمان و سرآب آثار چندین دژ قدیمی وجود دارد که به علت موقعیت راهبردی روستا می باشد که از شمال شرقی روستا یک راه مالرو اما سنگلاخی به شهرستان آباده وجود دارد که احتمالا محل دیدبانی برای هجوم راهزنان یا لشکرهای مختلف بوده است.
آب این روستا از چشمه و قنات و شغل اهالی اغلب کشاورزی و دامداری و گاوداری می باشد.

## آداب و رسوم
از آداب و رسوم این روستای زیبا می‌توان به رسوماتی همچون ساز و نقاره محلی در مراسم‌های عروسی، مراسم گوسفند چینی و شب چله و عیدباستانی نوروز اشاره کرد. اغلب بانوان این روستا  سابق لباس‌های محلی به تن می‌کردند.

## اماکن گردشگری و زیارتی
از مکان‌های زیارتی و مذهبی این روستا می‌توان به امامزاده جعفر از نوادگان امام موسی کاظم اشاره کرد که در مسیر روستای بازبچه به روستای جعفر آباد بازبچه قرار دارد و محل دفن بزرگان این روستا و منطقه می باشد، از د دیگر مکان های گردشگری و تفریحی این روستا می توان به مناطقی همچون پرکو و ساختمان و بیدچاله و سر آب اشاره کرد که بسیار خوش آب و هوا هستند.
روستای بازبچه به دلیل قرارگیری در ارتفاع بالا خنک ترین روستای سرحد چهاردنگه شهرستان اقلید می باشد و دشت نمدان در پایین دست ان قرار دارد که اغلب کمترین دمای کشور را ثبت می کند.